# Miletus plautus
Miletus plautus är en fjärilsart som beskrevs av Fabricius 1793. Miletus plautus ingår i släktet Miletus och familjen juvelvingar. Inga underarter finns listade i Catalogue of Life.